# Battaglia di Valea Albă
La battaglia di Valea Albă (anche citata come la battaglia di Războieni o la battaglia di Akdere) (26 luglio 1476) fu combattuta tra il voivoda (principe) di Moldavia Ștefan III cel Mare ed il corpo d'invasione dell'Impero ottomano guidate dal sultano Maometto II appositamente venuto per vendicare la cocente sconfitta di un anno prima nella battaglia di Vaslui. Il voivoda moldavo aveva affrontato i tartari di Crimea nei pressi di Ștefănești nella attuale Bucovina ed aveva diviso la sua armata per proteggere il confine orientale. L'armata ottomana era supportata da un grosso contingente di valacchi ed in totale non meno di 130 000 uomini. Aspro e violentissimo con feroci combattimenti corpo a corpo nei boschi dove i turchi, soprattutto le truppe dei giannizzeri vennero letteralmente macellate dai contadini inferociti accorsi in gran numero in aiuto del loro principe. Stessa sorte subirono i cavalieri valacchi che furono nella quasi totalità sterminati. Tanto sembra che valea albă (valle bianca in italiano) sia dovuto al bianco delle ossa dei caduti rimasti insepolti. Lo scontro si concluse con la ritirata strategica dell'armata moldava ed una virtuale vittoria turca.